# تاکاتسوگو موراماتسو
تاکاتسوگو موراماتسو (انگلیسی: Takatsugu Muramatsu؛ زادهٔ ۲ ژوئیهٔ ۱۹۷۸) موسیقی‌دان اهل ژاپن است. وی از سال ۱۹۹۶ میلادی تاکنون مشغول فعالیت بوده‌است.